# 北武芸村
北武芸村（きたむげむら）は、かつて岐阜県山県郡にあった村である。
合併で美山村（後に町制施行で改称し、美山町）となった後、現在は山県市東部に該当する。武儀川の左岸に位置し、北部は豪雪地帯である。
北武芸村は、かつては武儀郡の村であり、村名は武儀郡の旧称「武藝郡」に由来するとも、武芸谷の北部に位置しているとも言われている。

## 歴史
- 江戸時代末期、この地域は美濃国武儀郡であり、尾張藩領、岩村藩領、天領であった。
- 1897年（明治30年）4月1日 - 笹賀村、田栗村、椿村、徳永村、佐野村が合併し発足。
- 1950年（昭和25年）4月1日 - 武儀郡より山県郡に編入される[注釈 1]。
- 1955年（昭和30年）4月1日 - 山県郡富波村、谷合村、葛原村、北山村、西武芸村および武儀郡乾村と合併し美山村が発足。同日北武芸村廃止。
- 1964年（昭和39年）4月1日 - 美山村が町制施行により美山町となる。
- 1971年（昭和46年） - 美山町椿（旧・北武芸村大字椿）の住民が集団離村。

## 教育
- 北武芸村立北武芸小学校（2001年に谷合小学校、葛原小学校、北武芸小学校を統合。現・山県市立いわ桜小学校）
  - 椿分校（1971年廃校）
- 北武芸村立北武芸中学校（1962年に谷合中学校、葛原中学校、北武芸中学校を統合し、美山北中学校となる。2003年に美山北中学校と美山南中学校が統合し、現･山県市立美山中学校）

## 交通機関
- 大正時代、高富町と北武芸村を結ぶ北濃鉄道が計画された。1926年（大正15年）には会社が設立され着工寸前となったが、1930年（昭和5年）に会社が倒産し、未成線となっている。